# Karl Rawer

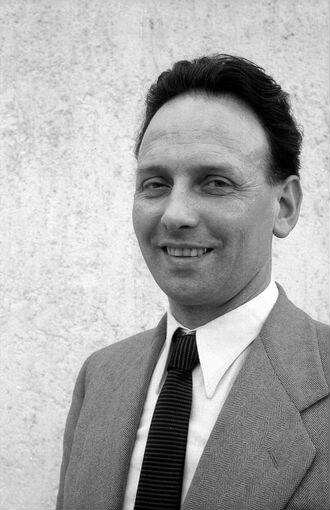
Karl Rawer (1958)

 Karl Maria Alois Rawer  (* 19. April 1913 in Neunkirchen (Saar); † 17. April 2018 in March) war ein deutscher Physiker und Forscher im Bereich Hochatmosphäre und Ionosphäre. Er entwickelte 1940 ein Verfahren für die Vorhersage der Ausbreitung von Kurzwellen, mit dessen Hilfe die deutsche Wehrmacht im Zweiten Weltkrieg ihre Nachrichtenverbindungen auf Kurzwelle zureichend einrichten konnte.

## Leben
Karl Rawer war seit 1925 Mitglied im katholischen Bund Neudeutschland, übte in den Jahren 1931 bis 1937 Funktionen in dessen „Älterenbund“ aus und war von 1937 bis 1939 Koordinator der noch bestehenden Studenten-Gruppen des Bundes. Nach Studium der Mathematik in Freiburg bei Gustav Doetsch, dann der Physik in München bei Arnold Sommerfeld und Doktorvater Jonathan Zenneck behandelte er in seiner Dissertation die partielle Reflexion an einer ionisierten Schicht mithilfe der komplexen Gammafunktion.
Johannes Plendl, Erfinder wichtiger Navigationsverfahren der Luftwaffe, beauftragte ihn 1940, einen Beratungsdienst für deren Funkverbindungen auf Kurzwelle einzurichten. Das von ihm entwickelte analytische Verfahren berücksichtigt detailliert die Eigenheiten der Ausbreitung auf mehreren Zick-Zack-Wegen zwischen Erde und Ionosphäre und bestimmt, abhängig von der Tageszeit, für jeden dieser Wege den brauchbaren Frequenzbereich sowie (statistisch) dessen Variation von Tag zu Tag. Die (wichtige) Veränderung der Sonnenaktivität wird aufgrund eines veröffentlichten Verfahrens des Astronomen Wolfgang Gleißberg vorhergesagt.
Im Frühjahr 1946 engagierte Yves Rocard ihn mit einigen seiner deutschen Mitarbeiter für vergleichbare Aufgaben in der französischen Marine, für die er zehn Jahre als wissenschaftlicher Direktor den ionosphärischen Prognosedienst (Service de prévision ionosphérique de la Marine; später ...Militaire – SPIM) verantwortlich leitete. SPIM – zu dieser Zeit in March ansässig – errichtete mehrere Lotungsstationen in Afrika und eine schwimmende vor der Küste von Adélieland. 1954 war Rawers Gruppe mit einem Experiment am ersten wissenschaftlichen Aufstieg einer Véronique-Rakete der französischen Armee beteiligt. Später wurde das Ionosphären-Institut nach Breisach verlegt, an Deutschland übergeben und zunächst dem Fernmeldetechnischen Zentralamt der Bundespost angegliedert. In dieser Zeit führte die Forschungsgruppe um Rawer weitere Untersuchungen der Hochatmosphäre mit solchen Raketen in Hammaguir (Sahara) und Kourou (Französisch-Guayana) durch, danach auch in Zusammenarbeit mit der European Space Research Organisation ESRO. In den frühen 1960er Jahren war Rawer einer der ersten Deutschen, der nach dem Zweiten Weltkrieg an der Sorbonne als Gastdozent seines Freundes Étienne Vassy Vorlesungen hielt. Für viele Jahre fuhr Rawer dafür wöchentlich von March nach Paris. 1963 gründete Rawer in Zusammenarbeit mit der Fraunhofer-Gesellschaft die Arbeitsgruppe für Physikalische Weltraumforschung (APW), welche im Fraunhofer-Institut für Physikalische Messtechnik mündete. Rawer leitete diese bis zu seinem Ruhestand 1979.
Mit den 1972 und 1975 gestarteten Aeros-Satelliten wurde die Aeronomie der Ionosphäre insofern untersucht, als einerseits als Ursache die extrem ultraviolette Strahlung der Sonne, andererseits als Folge die Zustandsgrößen der neutralen und ionisierten Gase gemessen wurden. Die Ergebnisse waren für das von der URSI und dem Committee on Space Research (COSPAR) gemeinsam getragene Projekt International Reference Ionosphere (IRI) von Bedeutung, das Rawer während fast zwei Jahrzehnten leitete. 1972 wurde auch die BND-Außenstelle Rheinhausen gegründet, welche unter dem Decknamen Ionosphäreninstitut dem Institut in Breisach angegliedert war welches Rawer leitete. An der Beschaffung der markanten Gitter-Parabolantenne, welche später zum Europapark verkauft wurde, war Rawer (mit seinen Kindern) maßgeblich beteiligt.
Rawer war aktiv an der Vorbereitung des Internationalen Geophysikalischen Jahres beteiligt (Gold button 2007) und verfasste mit William Roy Piggott die bis heute gültige Anweisung zur Auswertung von Standardmessungen der Ionosphäre. In COSPAR, der internationalen Weltraumforschungsorganisation, und in der URSI hatte er verschiedene Ämter inne, unter anderem war er Vorsitzender der Kommission Ionosphäre der URSI von 1969 bis 1972 und des westdeutschen COSPAR-Landesausschusses 1969 bis 1983.
Rawer war seit dem 28. August 1939 verheiratet mit Hans Hiens jüngerer Schwester Waltraut (1919–2006). Aus der Ehe gingen drei Söhne und vier Töchter hervor. Er war Ehrendoktor der Universität Düsseldorf, korrespondierendes Mitglied der Österreichischen Akademie der Wissenschaften und der International Academy of Astronautics.
Karl Rawer wurde mit dem Bundesverdienstkreuz Erster Klasse des Verdienstordens der Bundesrepublik Deutschland im Jahr 2013 geehrt.
Ab 1946 lebte Rawer mit seiner Familie in March bei Freiburg im Breisgau. Er starb zwei Tage vor seinem 105. Geburtstag.

## Schriften

### Bücher
- Die Ionosphäre. Ihre Bedeutung für Geophysik und Radioverkehr. Nordhoff, Groningen 1953.
- mit Kurt Suchy: Radio Observations of the Ionosphere (= Handbuch der Physik, 49/2). Springer, Berlin 1967.
- mit Karl Rahner: Weltall, Erde, Mensch (= Christlicher Glaube in moderner Gesellschaft, 3). Herder, Freiburg im Breisgau 1981, ISBN 3-451-19203-9.
- Wave Propagation in the Ionosphere. Kluwer, Dordrecht 1993, ISBN 0-7923-0775-5.

### Herausgeber
- Quantitative Description of Ionospheric Storm Effects and Irregularities. Proceedings of the C4.2 Symposium of COSPAR Scientific Commission C which was held during the thirty-first COSPAR Scientific Assembly, Birmingham, U.K., 14–21 July 1996. Pergamon, Oxford u. a. 1997. (Advances in space research, 20,9.)
- Low and Equatorial Latitudes in the International Reference Ionosphere (IRI). Proceedings of the COSPAR International Scientific Symposium Held in New Delhi, India, 9–13 January 1995. Elsevier Science, Oxford, ISBN 0-08-042673-5. (Advances in Space Research; 18,6.)
- Advances in Global Regional Descriptions of Ionospheric Parameters. Proceedings of URSI/COSPAR Symposium Held in Athens, Greece, 1–4 October, 1991. Pergamon Press, Oxford u. a. 1992. VI, ISBN 0-08-042188-1.
- Ionospheric Informatics and Empirical Modelling: Proceedings. Pergamon Pr. in Komm., Oxford u. a. 1990. (Advances in space research, 10,8; COSPAR plenary meeting, 27 [Teilausg.])
- Study of Ionospheric and Tropospheric Models: Final Report (mit Dieter Bilitza; European Space Agency). o. O. 1985. (ESA Report Reference, CR (P) 2157.)
- Jakov Lvovič Alpert, Karl Rawer, u. a.: Geophysik III. Springer, Berlin 1976. (Handbuch der Physik, hrsg. von S. Flügge, Band 49/5; Geophysik. 3/5.)
- Methods of Measurements and Results of Lower Iconosphere Structure. Proceedings of the Symposium [on Methods of Measurements and Results of Lower Ionosphere Structure] Held in Constance, F.R.G. 23–26 May 1973. Akad.-Verl., Berlin 1974.
- 49,3. Handbuch der Physik. Berlin u. a. 1971, VII, ISBN 3-540-05570-3.
- URSI Handbook on Ionogram Interpretation and Reduction (mit William Roy Piggott). Elsevier, Amsterdam 1961, S. XI, 192. Übersetzungen durch nationale URSI-Komitees ins Chinesische, Französische, Japanische, Russische.
- Winds and Turbulence in Stratosphere, Mesosphere and Ionosphere. 1966, OCLC 164467074.
- Detrimental Activities in Space. Report of the COSPAR Panel on Potentially Environmentally Detrimental Activities in Space. Pergamon Pr., Oxford 1982, VII, ISBN 0-08-029694-7. (Advances in space research, 2,3.)

## Biographie
- Karl Rawer: Meine Kinder umkreisen die Erde. (Autobiografie). Herder, Freiburg i. Brsg. 1986, ISBN 3-451-08226-8.
- Bodo W. Reinisch: Karl Rawer’s life and the history of IRI. In: Advances in Space Research. 34, 1845–1950, 2004.
- Dieter Bilitza: 35 Years of International Reference Ionosphere – Karl Rawer’s legacy. Adv.Radio Sci.2, 203 2004 (zu finden bei Google Docs)